# Las González
Las González è una telenovela venezuelana del 2002 trasmessa da Venevisión.

## Personaggi e interpreti
- Aleli González, interpretata da Gaby Espino
- Robinson Gamboa, interpretato da Jorge Reyes
- Antonio Da Silva, interpretato da Adrián Delgado
- Orquidea González, interpretata da Alba Roversi
- Romulo Trigo, interpretato da Víctor Cámara
- Lirio, interpretata da Fabiola Colmenares
- Cristóbal Rojas, interpretato da Carlos Mata
- Violeta González, interpretato da Gigi Zanchetta
- Cayetano Mora, interpretato da Carlos Olivier
- Hortensia, interpretata da Caridad Canelón
- Próspero, interpretato da Aroldo Betancourt
- Magnolia, interpretata da Beatriz Valdés
- Américo, interpretato da Yanis Chimaras
- Camelia González, interpretata da Nohely Arteaga
- Walter Piña, interpretato da Pedro Lander
- Gladiola González, interpretata da Denise Novell
- Otto de Jesús, interpretato da Roberto Lamarca
- Bromelia, interpretata da Lourdes Valera
- Ubaldo, interpretato da Raúl Amundaray
- Doña Gonzala, interpretata da Eva Moreno
- Ariel, interpretato da José Luis Zuleta
- Jasmin, interpretata da Elaiza Gil
- Amapola, interpretata da Maritza Bustamante
- Trinitaria Pérez, interpretata da Elizabeth Morales
- Azalea, interpretata da Beba Rojas
- Gardenia, interpretata da Maria Antonieta Duque
- Geranio, interpretata da Beatriz Fuentes
- Begoña, interpretata da Maria Edilia Rangel
- Margarita, interpretata da Samantha Suárez
- Petunia, interpretata da Kimberly Dos Ramos
- Rosita, interpretata da Michelle Nassef
- Cayetanito, interpretata da Adrián Durán
- Romulito, interpretato da Jorge Salas
- Gladiolita, interpretata da Mhinniutk Cohelo
- Yefri, interpretato da Jesus Aponte